# Ea Bar, Buôn Đôn
Ea Bar là một xã thuộc huyện Buôn Đôn, tỉnh Đắk Lắk, Việt Nam.

## Địa lý
Xã Ea Bar nằm phía đông nam huyện Buôn Đôn, nằm trên trục đường tỉnh lộ 17E (tỉnh lộ 5 cũ), cách thành phố Buôn Ma Thuột 10 km, cách trung tâm huyện 14 km, có vị trí địa lý:
- Phía đông giáp huyện Cư M'gar
- Phía tây giáp xã Ea Nuôl và xã Cuôr Knia
- Phía nam giáp thành phố Buôn Ma Thuột
- Phía bắc giáp xã Cuôr Knia và huyện Cư M'gar.

Xã Ea Bar có diện tích 24,32 km², dân số năm 2018 là 17.474 người, mật độ dân số đạt 719 người/km².
Có 10 dân tộc anh em cùng sinh sống ở đây, như: Kinh, Tày, Nùng, Êđê, Ja rai, Mường, Thái, Hoa, Dao và Chăm. Người đồng bào dân tộc thiểu số chiếm khoảng 36% dân số toàn xã Ea Bar. Có 04 tôn giáo đang hoạt động đó là Phật giáo, Thiên chúa giáo, Tin lành và Cao Đài.

## Hành chính
Xã Ea Bar được chia thành 19 thôn, buôn: 5, 6, 7, 8, 9, 10, 11, 15, 16, 16A, 17A, 17B, 18, 18A, 18B và 4 buôn: Knia 1, Knia 2, Knia 3, Knia 4.

## Lịch sử
Ngày 29 tháng 8 năm 1994, Chính phủ ban hành Nghị định số 100/1994/NĐ-CP về việc thành lập xã Ea Bar thuộc thị xã Buôn Mê Thuột trên cơ sở tách một phần diện tích và dân số của xã Cuôr Knia và xã Cư Êbur.
Ngày 21 tháng 1 năm 1995, Chính phủ ban hành Nghị định số 08/CP về việc chuyển xã Ea Bar thuộc thành phố Buôn Ma Thuột về huyện Ea Súp quản lý.
Ngày 7 tháng 10 năm 1995, Chính phủ ban hành Nghị định số 61-CP về việc chuyển xã Ea Bar thuộc huyện Ea Súp về huyện Buôn Đôn mới thành lập quản lý.
Ngày 15 tháng 8 năm 2001, Chính phủ ban hành Nghị định số 49/2001/NĐ-CP về việc sáp nhập 930 ha diện tích tự nhiên và 4.006 nhân khẩu của xã Ea Bar vào xã Cuôr Knia quản lý.
Sau khi điều chỉnh địa giới hành chính, xã Ea Bar có 2.600 ha diện tích tự nhiên và 14.407 nhân khẩu.
Ngày 13 tháng 8 năm 2021, HĐND tỉnh Đắk Lắk ban hành Nghị quyết số 35/NQ-HĐND về việc:
- Sáp nhập một phần diện tích thôn 12 vào thôn 10.
- Sáp nhập phần còn lại của thôn 12 vào thôn 11.
- Sáp nhập thôn 17 và thôn 16A thành thôn 16.